# Barbatula farsica
Barbatula farsica är en fiskart som först beskrevs av Teodor T. Nalbant och Bianco, 1998.  Barbatula farsica ingår i släktet Barbatula och familjen grönlingsfiskar. Inga underarter finns listade.